# Knud Heinesen
Knud Rasmussen Heinesen (født 26. september 1932 i Kerteminde, død 8. januar 2025) var en dansk socialdemokratisk politiker og erhvervsmand.
Knud Heinesen var uddannet cand.polit. fra 1959 og blev samme år lærer ved Roskilde Højskole. I mange år arbejdede han inden for arbejderbevægelsen, bl.a. som sekretær i Arbejderbevægelsens Erhvervsråd og fra 1962 til 1967 som forstander for Roskilde Højskole. Han var formand for Radiorådet fra 1967 til 1971, og lektor i nationaløkonomi ved Handelshøjskolen i København fra 1968 til 1979. Han var bestyrelsesformand for Geneveskolen 1967 til 1971.
Han var medlem af Folketinget fra 1971 til 1985 og havde i denne periode adskillige ministerposter. Han var undervisningsminister i Regeringen Jens Otto Krag III 1971-1972, budgetminister i Regeringen Anker Jørgensen I 1972-1973, finansminister i regeringerne Anker Jørgensen II, III og V (1975-1979 og 1981-1982). Som undervisningsminister stod han bag en ny styrelseslov for universiteterne og en udvidelse af undervisningspligten fra 7 til 9 år. Ifølge Ritt Bjerregaard, som implementerede loven, var folkeskolereformen fra 1975 et af de steder, hvor Heinesen fik sat politisk aftryk.
Heinesen blev især kendt for, som finansminister, at erklære, at Danmark var på vej mod "den økonomiske afgrund" på grund af det store underskud på betalingsbalancens løbende poster og de offentlige finanser Hans politiske uenighed med Svend Auken og Anker Jørgensens erklæring om, at denne ikke ville gå af som formand, betød, at han forlod dansk politik i 1985.
I 1985 blev han direktør for Københavns Lufthavnsvæsen. I 1989 blev han koncernchef for Spies/Tjærborg, og fra 1991 til 1995 var han administrerende direktør for BRFkredit. Siden beklædte han en række bestyrelsesposter, herunder formand for Birch & Krogboe-fonden og for Finansieringsfonden af 1992 og bestyrelsesformand i Tele Danmark, samt formand for Forsvarskommissionen af 1997.[kilde mangler] Han døde i januar 2025, 92 år gammel.
Knud Heinesen er begravet på Holmens Kirkegård.